# Clélia Bernardes
Clélia Vaz de Mello Bernardes (Viçosa, 4 de fevereiro de 1876 — Rio de Janeiro, 10 de junho de 1972) foi a esposa do 12.º presidente do Brasil Artur Bernardes e a primeira-dama do país de 1922 a 1926. Entre 1918 e 1922 foi primeira-dama de Minas Gerais. É a ex-primeira-dama brasileira mais longeva, tendo falecido aos 96 anos.

## Biografia

### Família
Filha de Carlos Vaz de Mello (1842–1904), senador por Minas Gerais durante o Império Brasileiro, e de Maria Augusta de Andrade Vaz de Mello, é a segunda dos dezesseis irmãos Carlos, Sylvio, Cyro, Sebastião, Washington, ministro do Superior Tribunal Militar, Alice, Felipe, Fernando, Gragina, Lívia, Maria Augusta, Maria do Carmo, Mario, Sophia e Sylvia. Nasceu em uma das famílias mais tradicionais de Vila Viçosa, zona da mata de Minas Gerais. 

### Casamento e filhos
Após um período de dez anos entre namoro e noivado, o casamento com o jovem advogado Artur Bernardes estava marcado para o dia 24 de junho de 1903. Mas, seu pai, tendo que assumir uma vaga no Senado, viajou até a capital federal para fazê-lo. Assim, sem delongas, a data foi remarcada e casaram-se no dia 15 de julho de 1903. Eles tiveram oito filhos:
1. Clélia, nascida em 15 de abril de 1904 e falecida em data desconhecida;
2. Artur Filho, nascido em 16 de setembro de 1906 e falecido em 21 de julho de 1981;
3. Maria da Conceição, nascida em 1907 e falecida em 15 de janeiro de 1980;
4. Dhalia, nascida em 1908 e falecida em data desconhecida;
5. Rita, nascida em 17 de agosto de 1909 e falecida em 31 de outubro de 1964;
6. Sylvia, nascida em 2 de março de 1911 e falecida em 25 de outubro de 1912;
7. Geraldo, nascido em 1913 e falecido em 2 de abril de 1969;
8. Maria de Pompéia, nascida em 25 de março de 1922 e falecida em 3 de maio de 2015;

## Primeira-dama do Brasil
A sua vida mudou quando seu marido resolveu entrar na política. Desde sua passagem pelo Palácio da Liberdade, como primeira-dama do estado de Minas Gerais — tendo recebido personalidades como os reis da Bélgica Alberto I e Elisabeth em 1920 —, até o Palácio do Catete, como primeira-dama do Brasil.

## Pós-presidência e exílio
Seu marido foi um revolucionário constitucionalista de 1932. Após dois anos da era Vargas já instituída, foi preso por ser considerado um conspirador e exilado. Clélia, acompanhou o marido, desde o embarque no Forte Duque de Caxias até o navio que os encaminharia até Portugal. Nesse tempo, com a partida do navio rumo a Europa, estourou um conflito no cais do Forte com tiros, e um dos atingidos foi seu filho Artur Bernardes Filho.

## Últimos anos
Clélia Bernardes ficou viúva em março de 1955, e viveu em seu apartamento no Leme até o fim de sua vida. Faleceu em sua residência na Guanabara, vítima de um colapso, em 10 de junho de 1972, aos 96 anos. Foi sepultada no Cemitério São João Batista, no mausoléu da família Bernardes.

## Homenagem
- Hoje um dos bairros da cidade de Viçosa leva seu nome como homenagem.[12]